# Igualdade de oportunidades
Igualdade de oportunidades é um estado de justiça em que os indivíduos são tratados de forma semelhante, sem impedimentos por barreiras artificiais, preconceitos ou preferências, exceto quando distinções particulares podem ser explicitamente justificadas. Por exemplo, a intenção da igualdade de oportunidades de emprego é que os empregos importantes numa organização sejam atribuídos às pessoas mais qualificadas – pessoas com maior probabilidade de desempenhar com competência uma determinada tarefa – e não a pessoas por razões consideradas arbitrárias ou irrelevantes, tais como circunstâncias de nascimento, educação, ter parentes ou amigos bem relacionados, religião, sexo, etnia, raça,casta,  ou atributos pessoais involuntários, tais como deficiência, idade.
De acordo com os proponentes do conceito, as oportunidades de progresso devem estar abertas a todos, sem consideração pela riqueza, estatuto ou pertença a um grupo privilegiado. A ideia é eliminar a arbitrariedade do processo de seleção e baseá-lo em alguma “base de justiça pré-acordada, com o processo de avaliação relacionado ao tipo de posição” e enfatizando os meios processuais e legais. Os indivíduos devem ter sucesso ou falhar com base nos seus esforços e não em circunstâncias estranhas, como ter pais bem relacionados. O conceito se opõe ao nepotismo e desempenha um papel na questão de saber se uma estrutura social é vista como legítima.
A igualdade de oportunidades aplicável em áreas da vida pública nas quais benefícios são ganhos e recebidos, como emprego e educação, embora também possa ser aplicado a muitas outras áreas. A igualdade de oportunidades é central para o conceito de meritocracia.